# Spitalfield riots
Spitalfield riots var en serie upplopp av Londons silkesarbetare i Spitalfields under 1760-talet (1765, 1767, 1768 och 1769). Upploppen ägde rum under en nedgång i Londons sidenindustri och utbröt som demonstrationer mot en nedgång i löner och hot om nedskärningar och importen av utländskt siden, och som åstadkom förstörelse både på privat egendom som affärslokaler. Upploppen ledde till två avrättningar 1769 och lagstiftning mot allmän förstörelse.